# Evandro da Silva
Evandro da Silva (Messias, 14 gennaio 1997) è un calciatore brasiliano, attaccante del Jeju SK.

## Caratteristiche tecniche
È un centravanti.

## Carriera
Cresciuto nelle giovanili del Coritiba, ha esordito in prima squadra il 23 luglio 2015 in occasione del match di Coppa del Brasile perso 2-1 contro il Ponte Preta.